# Processus coronoïde de la mandibule
Ne doit pas être confondu avec Processus coronoïde de l'ulna.
Le processus coronoïde de la mandibule (ou apophyse coronoïde de la mandibule ou apophyse coronoïde du maxillaire inférieur) est une expansion osseuse située à l'avant du bord supérieur de la branche de la mandibule.

## Description
Le processus coronoïde de la mandibule est de forme triangulaire à sommet supérieur.
Son bord antérieur est convexe et se poursuit par le bord antérieur de la branche montante de la mandibule.
Son bord postérieur est concave et forme le bord antérieur de l'incisure mandibulaire qui le sépare du processus condylien.
Sa face latérale est lisse et permet l'insertion du muscle temporal dans sa partie supérieure et du muscle masséter dans sa partie inférieure.
Sa face médiale présente une crête qui commence près de l'apex du processus et s'étend vers le bas et vers l'avant jusqu'à la face interne de la dernière molaire.
Entre cette crête et le bord antérieur se trouve une zone triangulaire rainurée, dont la partie supérieure donne attache au muscle temporal
La partie inférieure de la crête donne attache à certaines fibres du muscle buccinateur.

## Aspect clinique

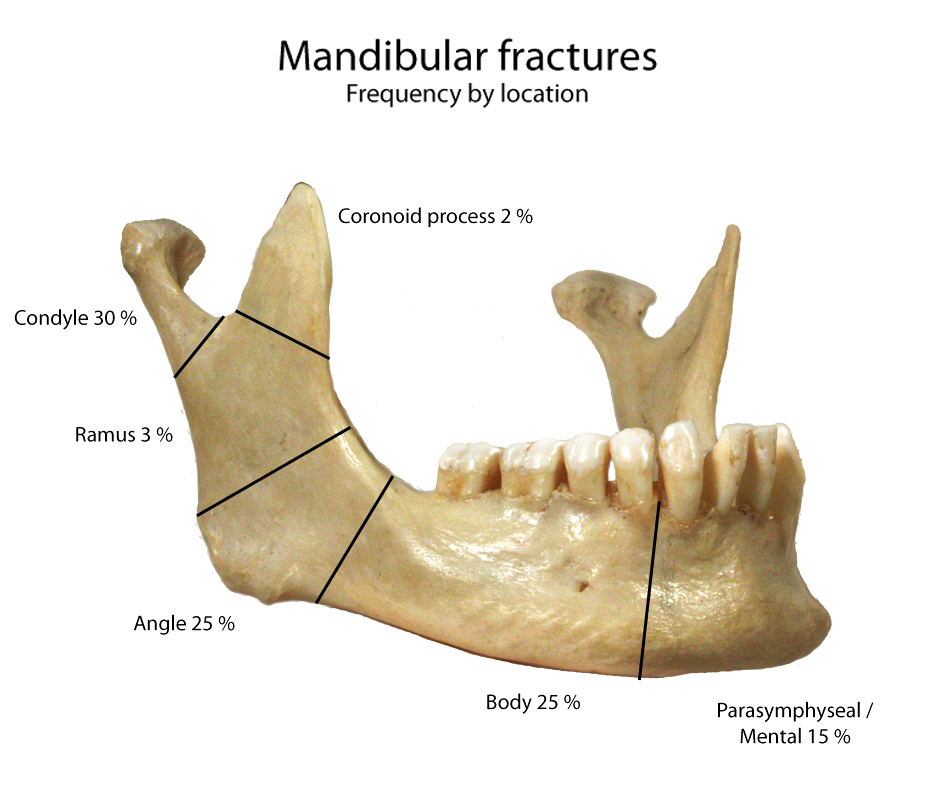
Les fractures de la mandibule.

Les fractures de la mandibule sont fréquentes. Cependant, les fractures de l'apophyse coronoïde sont très rares.
Les fractures isolées de l'apophyse coronoïde causées par un traumatisme direct sont rares, car il est anatomiquement protégé par l'arcade zygomatique et les muscles associés.
La plupart des fractures ici sont causées par des blessures pénétrantes. La prise en charge conservatrice des fractures mineures peut entraîner un trismus qui ne peut être corrigé par une ablation du processus coronoïde. Pour les fractures graves, une chirurgie impliquant une réduction ouverte et une fixation interne peut avoir de bons résultats.

## Galerie

Les processus coronoïdes (en rouge).
Les processus coronoïdes (en rouge).
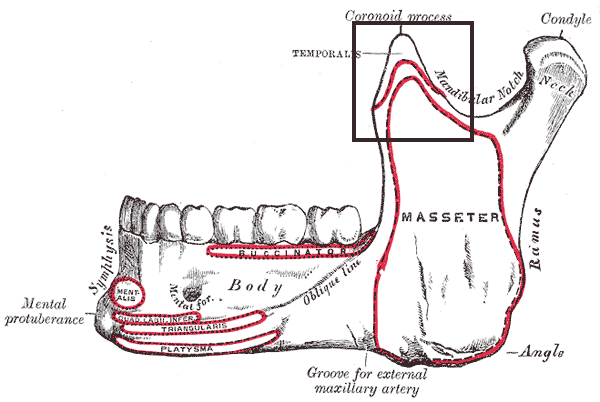
La mandibule : surface externe.
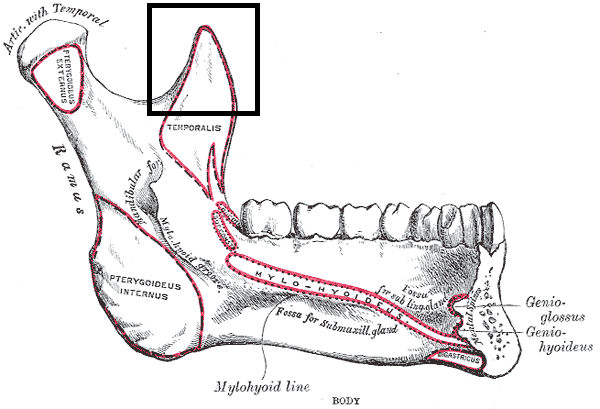
La mandibule : surface interne.
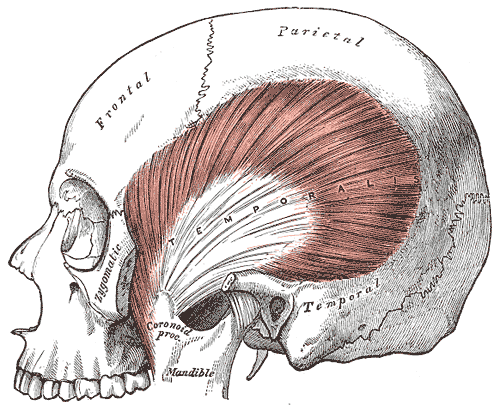
Le muscle temporal sans l'arcade zygomatique et sans le muscle masséter.